# Port lotniczy Dżizan
Port lotniczy Dżizan, Lotnisko króla Abdullaha – port lotniczy położony w Dżizanie. Jest jednym z największych portów lotniczych w Arabii Saudyjskiej. Obsługuje połączenia krajowe. Został nazwany imieniem Abdullaha, króla Arabii Saudyjskiej w latach 2005–2015.

## Linie lotnicze i połączenia
| Linia Lotnicza | Kierunek                                      |
| -------------- | --------------------------------------------- |
| Air Arabia     | 1. Szardża                                    |
| flyadeal       | 1. Dammam 2. Dżudda 3. Rijad                  |
| Flydubai       | 1. Dubaj                                      |
| FlyEgypt       | 1. Kair                                       |
| Flynas         | 1. Abha 2. Dammam 3. Dżudda 4. Rijad          |
| Nile Air       | 1. Kair                                       |
| Saudia         | 1. Dammam 2. Dżudda 3. Rijad 4. Tabuk 5. Taif |